# ЗМ (объективы)
Эта статья о фотографическом объективе. О других статьях, использующих в названии сходную графическую аббревиатуру см. ЗМ.
ЗМ — произносится «Зэ Эм» (рус.) — семейство советских фотографических зеркально-линзовых длиннофокусных телеобъективов предназначенных для однообъективных зеркальных фотоаппаратов.  Объективы семейства «ЗМ» созданы на основе научных исследований проф. Максутова  и  являются вторым поколением зеркально-линзовых фотообъективов после «МТО».

## Общее описание
Название «ЗМ» расшифровывается как — «Зеркальный Максутова» или «Зеркально-Менисковый объектив».
Использование зеркально-менисковой конструкции позволило значительно, в несколько раз, уменьшить длину и массу объективов в сравнении с линзовой.
Зеркально-линзовые («ЗЛ») объективы «ЗМ» не имеют органов управления диафрагмой, таким образом значение относительного отверстия - постоянное.
Кольцо фокусировки выполнено «с перебегом», это нужно чтобы при сильных изменениях температуры, относительно "нормальной", объектив не утрачивал возможности фокусироваться на крайние значения шкалы расстояний (бесконечность). Позитивное побочное следствие такого конструктивного решения является возможность устанавливать объективы на фотоаппараты с несколько бо́льшим рабочим отрезком, чем 45,5 мм, не утрачивая при этом фокусировку на «бесконечность» (например, на камерах с байонетом «Nikon F», где рабочий отрезок равен 46,5 мм).
В обозначениях объективов «МС» означает многослойное просветление; «А» — применение сменного адаптера.

## Модельный ряд
| Объектив                | Фокусное расстояние | Относи- тельное отверстие | Угол поля зрения объек- тива | Крепле- ние свето- фильтра | МДФ   | Масса    | Габариты: Диаметр × длина | Крепление / Размер кадра                | Производитель / Год выпуска             |
| ----------------------- | ------------------- | ------------------------- | ---------------------------- | -------------------------- | ----- | -------- | ------------------------- | --------------------------------------- | --------------------------------------- |
| ЗМ-1 прототип           | 500                 | 8,0                       | 5°                           |                            |       | 2 кг     |                           | 24×36 мм                                | Серийно не выпускался ГОИ 1958 КМЗ 1960 |
| ЗМ-3 прототип           | 600                 | 8,0                       |                              |                            |       |          |                           | 24×36 мм                                | Серийно не выпускался ГОИ 1969          |
| ЗМ-3 средне- форматный  | 600                 | 8,0                       | 7,5°                         | М52×0,75 (заднее)          | 6 м   | 2,2 кг   |                           | Байонет Б Байонет В 60×60 мм            | ГОИ, завод «Арсенал» 1969-1986          |
| ЗМ-4А                   | 500                 | 6,3                       | 5°                           |                            |       |          |                           | М42×1/45,5 сменный «А» адаптер 24×36 мм | ЛЗОС 1975                               |
| ЗМ-5А                   | 500                 | 8,0                       | 5°                           | М77×0,75                   | 4 м   | 1,225 кг | 94×152 мм                 | М42×1/45,5 сменный «А» адаптер 24×36 мм | ЛЗОС 1975—?                             |
| МС ЗМ-5А                | 500                 | 8,0                       | 5°                           | М77×0,75                   | 4 м   | 1,225 кг | 94×152 мм                 | М42×1/45,5 сменный «А» адаптер 24×36 мм | ЛЗОС ?                                  |
| МС ЗМ-5СА               | 500                 | 8,0                       | 5°                           | М72×0,75                   | 4 м   | 0,62 кг  | 83×139 мм                 | М42×1/45,5 24×36 мм                     | ЛЗОС 1984-?                             |
| ЗМ-6А                   | 500                 | 6,3                       | 5°                           | М95×1                      | 6 м   | 1,4 кг   | 113×163 мм                | М42×1/45,5 сменный «А» адаптер 24×36 мм | ЛЗОС 1979-?                             |
| МС ЗМ-6А                | 500                 | 6,3                       | 5°                           | М95×1                      | 6 м   | 1,4 кг   | 113×163 мм                | М42×1/45,5 сменный «А» адаптер 24×36 мм | ЛЗОС 1985-?                             |
| ЗМ-6Б средне- форматный | 500                 | 8,0                       |                              | М52×0,75 (заднее)          |       |          |                           | Байонет Б 60×60 мм                      | завод «Арсенал»                         |
| МС ЗМ-7                 | 300                 | 5,6                       | 8°                           | М67×0,75                   | 1,7 м | 0,47 кг  | 76×81 мм (73×78 мм)       | Байонет К 24×36 мм                      | АОМЗ, (? ЛЗОС)                          |

## Светофильтры
С объективами «ЗМ» для среднего формата светофильтры в комплекте не шли.
В комплекте с объективами «ЗМ» для малого формата (24×36 мм) шёл набор из 4-х, 
или расширенный из 5-и (только с «ЗМ-7») светофильтров. 
Этот набор светофильтров был очень популярен у советских объективов, 
и является базовым.
(В скобках указаны старые названия до 1974 года):
- «УФ-1×»  («ЖС10» или «ЖС-12»)
- «О-2,8×»  («ОС-12» или «ОС-14»)
- «ЖЗ-2×»  («ЖЗС-9»)
- «Н-4×»  («НС-7» или «НС-8»)
- «Н-2×»  (только с объективом «ЗМ-7»)

Такой же по составу 4-штучный комплект светофильтров  имели объективы «МТО-500А», с, как минимум, 1970 года.
ЗЛ объективы следующего поколения «Рубинар» также имеют светофильтры из этого набора, но в различных урезанных вариантах.
«Рубинар 10/1000» с комплектом малых (задних) светофильтров М35,5х0,5, который поставлялся в 1990-х годах, состоит из 5-и штук светофильтров и аналогичен комплекту «ЗМ-7». С 2000-х годов «Рубинар 10/1000» начал поставляться с большими полноапертурными светофильтрами с уменьшенным их количеством до 3-х шт.
Все остальные «Рубинары» также имеют комплекты светофильтров как у «ЗМ», но урезанные до 2-х .. 3-х шт.

## Интересные факты
- Объективы «ЗМ» имели знак качества СССР.
- Объектив «МТО-11» отличается от других объективов «МТО» тем что имеет конструктив и оптическую схему как у объективов семейства «ЗМ».
- Объективы с «адаптером «А»»  (например «ЗМ-5А») более совместимы с современными зеркальными фотоаппаратами не только из-за того что можно установить разъём крепления (хвостовик) под разные фотоаппараты, но и потому что «А»-адаптер значительно выступает за заднюю стенку объектива и благодаря этому отсек вспышки зеркального фотоаппарата не упирается в задний торец объектива.